# Sainte-Cécile-les-Vignes
Sainte-Cécile-les-Vignes este o comună în departamentul Vaucluse din sud-estul Franței. În 2009 avea o populație de 2.268 de locuitori.

## Evoluția populației
| An        | 1975  | 1982  | 1990  | 1999  | 2006  | 2009  |
| --------- | ----- | ----- | ----- | ----- | ----- | ----- |
| Populație | 1.644 | 1.818 | 1.927 | 2.100 | 2.179 | 2.268 |